# 伊藤智也
伊藤智也（日语：／ Ito Tomoya，1963年8月16日—），日本男子田径运动员。他曾代表日本参加2004年、2008年、2012年和2020年夏季残疾人奥林匹克运动会田径比赛，获得二枚金牌和三枚银牌。